# Urueña
Urueña è un comune spagnolo di 235 abitanti situato nella comunità autonoma di Castiglia e León.
Da marzo 2007 è la "Villa del libro" (Villaggio del libro) perché diverse librerie vendono libri antichi e si è inaugurato un centro ufficiale dedicato ai libri.